# وشکین
وشکین، روستایی از توابع بخش چندار شهرستان ساوجبلاغ در استان البرز ایران است.

## جمعیت
این روستا در دهستان چندار قرار دارد و براساس سرشماری مرکز آمار ایران در سال ۱۳۸۵، جمعیت آن زیر سه خانوار بوده‌است.